# ريس أوكسفورد
ريس أوكسفورد (بالإنجليزية: Reece Oxford)‏ (16 ديسمبر 1998 المملكة المتحدة - ) هو لاعب كرة قدم بريطاني، يلعب كمدافع.

## وصلات خارجية
ريس أوكسفورد على موقع قاعدة بيانات كرة القدم.إي يو (الإنجليزية)
- ريس أوكسفورد على موقع Soccerbase.com (لاعب) (الإنجليزية)
- ريس أوكسفورد على موقع Soccerway.com (الإنجليزية)
- ريس أوكسفورد على موقع عالم كرة القدم.نت (الإنجليزية)